# Kalendarz egipski

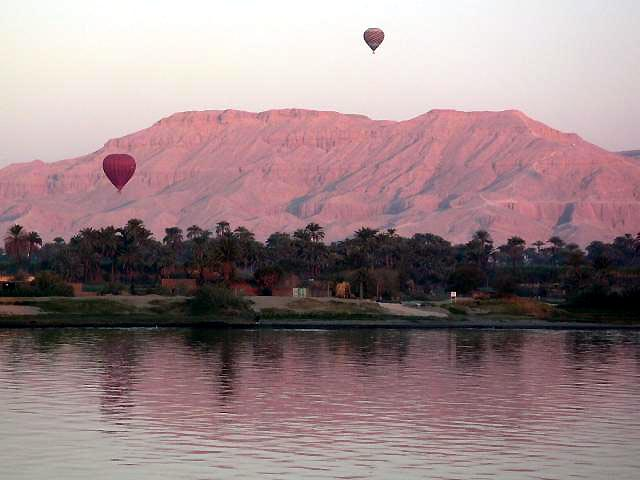
Nil w Luksorze. Regularne wylewy rzeki dały impuls do powstania kalendarza egipskiego.

Kalendarz egipski – urzędowy kalendarz obowiązujący w starożytnym Egipcie, stanowiący kombinację kalendarza księżycowo-słonecznego i agrarnego, opartego na cyklu wylewów Nilu.

## Kalendarz agrarny
Powstanie kalendarza egipskiego datuje się na okres około 3000 roku p.n.e. Najstarszy kalendarz egipski był prawdopodobnie kalendarzem księżycowym, na co wskazuje sam podział roku na 12 równych miesięcy. Egipcjanie z czasem jednak odeszli od liczenia czasu za pomocą księżyca. 
- achet – porę wylewów,
- peret – porę cofania się wód – (pora kiełkowania i wzrostu) – zima,
- szemu – porę suchą – porę zbioru – lato[a].

Każdy z miesięcy miał po 30 dni, cały rok liczył więc 360 dni. Miesiące nie miały początkowo własnych nazw, numerowano je według okresów: pierwszy (miesiąc) achet (okresu achet), drugi szemu, trzeci peret. Miesiące dzieliły się na dekady (miesiąc miał ich 3, okres – 12, rok – 36). Z czasem nadano im nazwy, poczynając od pierwszego miesiąca pierwszego okresu
| N11 · Z1 | M8 · Aa1 · X1 | N5 |

| N11 · Z1 | M8 · Aa1 · X1 | N5 |

| N11 · Z1 · Z1 | M8 · Aa1 · X1 | N5 |

| N11 · Z1 · Z1 | M8 · Aa1 · X1 | N5 |

| N11 · Z1 · Z1 · Z1 | M8 · Aa1 · X1 | N5 |

| N11 · Z1 · Z1 · Z1 | M8 · Aa1 · X1 | N5 |

| N11 · Z1 · Z1 · Z1 · Z1 | M8 · Aa1 · X1 | N5 |

| N11 · Z1 · Z1 · Z1 · Z1 | M8 · Aa1 · X1 | N5 |

| N11 · Z1 | O1 · D21 | X1 · N5 |

| N11 · Z1 | O1 · D21 | X1 · N5 |

| N11 · Z1 · Z1 | O1 · D21 | X1 · N5 |

| N11 · Z1 · Z1 | O1 · D21 | X1 · N5 |

| N11 · Z1 · Z1 · Z1 | O1 · D21 | X1 · N5 |

| N11 · Z1 · Z1 · Z1 | O1 · D21 | X1 · N5 |

| N11 · Z1 · Z1 · Z1 · Z1 | O1 · D21 | X1 · N5 |

| N11 · Z1 · Z1 · Z1 · Z1 | O1 · D21 | X1 · N5 |

| N11 · Z1 | N37 · N35B | N5 |

| N11 · Z1 | N37 · N35B | N5 |

| N11 · Z1 · Z1 | N37 · N35B | N5 |

| N11 · Z1 · Z1 | N37 · N35B | N5 |

| N11 · Z1 · Z1 · Z1 | N37 · N35B | N5 |

| N11 · Z1 · Z1 · Z1 | N37 · N35B | N5 |

| N11 · Z1 · Z1 · Z1 · Z1 | N37 · N35B | N5 |

| N11 · Z1 · Z1 · Z1 · Z1 | N37 · N35B | N5 |

## Wydłużenie roku do 365 dni
Obserwacja nieba, a konkretnie wzajemnego położenia słońca i najjaśniejszej z gwiazd – Syriusza, zwanego przez Egipcjan Sopdet lub Sotis, doprowadziła ich do ustalenia, że długość roku wynosi w istocie 365 dni. Syriusz, wchodzący w skład gwiazdozbioru Psa Wielkiego, w ciągu miesięcy zimowych widoczny jest przez prawie całą noc, wiosną zachodzi w połowie nocy. W połowie maja przebywa nad horyzontem, niewidoczny z powodu blasku słońca i dopiero o zmierzchu można go dostrzec tuż nad zachodnim horyzontem. W końcu tego miesiąca kryje się zupełnie w blasku słońca i pojawia się w drugiej połowie lipca, nad ranem, po wschodniej stronie nieba. Dzień heliakalnego wschodu Syriusza, po dwóch miesiącach nieobecności na niebie, stał się początkiem roku astronomicznego. Przypadał on w Egipcie około 19 lipca, nad Morzem Śródziemnym o kilka dni później niż w górnym biegu rzeki. Obserwacja heliakalnego wschodu należy do bardzo trudnych: zależy od miejsca obserwacji, pogody, wzroku obserwatora, stąd musiało upłynąć sporo czasu zanim obserwacje mogły zostać uznane za całkiem pewne.
Doprowadziło to w konsekwencji do reformy kalendarza i wydłużenia roku o 5 dni. Plutarch w utworze O Izydzie i Ozyrysie podaje następującą legendę tłumaczącą powstanie 365-dniowego kalendarza egipskiego: Bogini Nieba Nut pokochała boga Ziemi – Geba i wyszła potajemnie za niego. Dowiedziawszy się o tym bóg Słońca – Ra – bardzo się rozgniewał. Nut była jego wnuczką, ale on kochał ją bardzo czule. Rzucił klątwę na Nut: »jeśli zechce kiedykolwiek urodzić dziecko – niech nie będzie miesiąca w roku, w którym mogłoby ono przyjść na świat!«. Zapłakana Nut, która akurat spodziewała się dziecka, pobiegła do boga mądrości – Tota, aby jej pomógł. Tot udał się do boga Księżyca – Chonsu – i zaproponował, by zagrał z nim w kości. Tot wygrał od Chonsu 5 dni, które ten miał schowane na czarną godzinę. I tak oto bóg Tot dodał do roku 5 dni, w ciągu których bogini Nut urodziła wszystkie swe dzieci. Pierwszego dnia urodził się Ozyrys – bóg zaświatów, patron zmarłych, drugiego – Horus Starszy, bóg nieba, który został potem pierwszym faraonem Egiptu, trzeciego – Set, bóg wojny, czwartego – Izyda, bogini Ziemi, piątego wreszcie – Neftyda, bogini miłości.
Dodatkowych 5 dni – tzw. epagomenai – nie miało swojej nazwy. Uważano je za feralne. Były to dni pokutne, w których kapłani nakazywali modły, mające zabezpieczyć przed nieszczęściami.

## Okres Sotisowy
Opisana reforma kalendarza po pewnym czasie ujawniła swoje niedostatki. Rok liczy bowiem w istocie nieco ponad 365 i ¼ dnia. Te nieuwzględnione przez Egipcjan części dnia dały po 120 latach około 30 dni. Świętowanie Nowego Roku, jako radosnego dnia rozpoczęcia przez Nil użyźniania ziemi, straciło wszelki sens, 1 tot przypadł bowiem w okresie największej posuchy. Po upływie kolejnych 120 lat błąd wynosił już około 2 miesięcy i stale rósł, by ostatecznie po 1460 latach mogło dojść do kolejnego uzgodnienia zjawisk przyrody z kalendarzem. Okres pomiędzy dwoma kolejnymi wschodami heliakalnymi Syriusza, pokrywającymi się z dniem początku pory achet – to tzw. okres Sotisowy. Uczeni spierają się między sobą, kiedy Egipcjanie poznali jego długość, a w związku z tym zdali sobie sprawę, że rok jest w istocie o około 6 godzin dłuższy niż pierwotnie sądzili. W zależności od stanowiska podawany jest rok 4241, 2781 lub 1321 przed Chr.

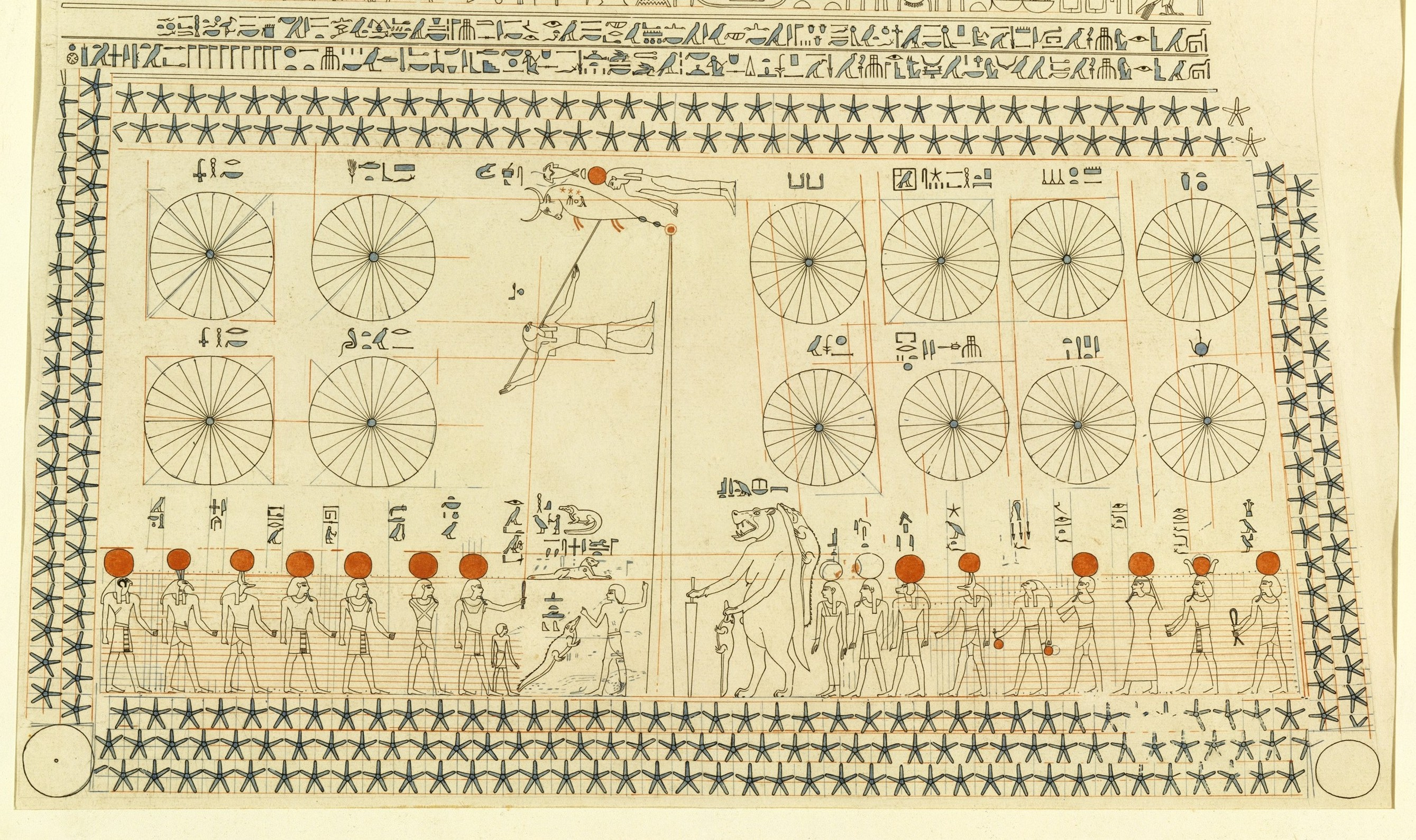
Kalendarz egipski znajdujący się na suficie grobu Senenmuta

Uzmysłowiwszy sobie problem Egipcjanie mieli dwa wyjścia: albo mogli co 4 lata na koniec roku dodać jeden dzień, albo nie ingerując w długość roku kalendarzowego, stale przesuwać datę święta Nilu i innych świąt. Kapłani wybrali to drugie rozwiązanie. Komplikowało to niewątpliwie korzystanie z kalendarza, ale umacniało ich znaczenie w państwie. Skutecznie też przeciwstawiali się wszelkim próbom ingerencji w kalendarz, wymuszając nawet na obejmującym władzę przysięgę, że nie będzie wprowadzał dodatkowych dni, ani innych zmian w roku kalendarzowym. Dopiero w III wieku, gdy wpływy kapłanów znacznie osłabły, Ptolemeusz III Euergetes wydał w 238 roku Dekret z Kanopos, w którym polecił co 4 lata dodawać do 360 dni nie 5, ale 6 dni. Pozwoliło to uzgodnić lata sotisowe z kalendarzowymi. Reforma miała jednak ograniczony zasięg. Ludność nadal posługiwała się starym kalendarzem boga Tota, ignorując zabiegi administracji. Kres chaosowi położył dopiero w 30 roku przed Chr. cesarz rzymski Oktawian August, wprowadzając po zdobyciu Egiptu kalendarz juliański, nazywany w Egipcie „aleksandryjskim” lub „macedońskim”. Oprócz roku przestępnego Oktawian wprowadził dwukrotny początek roku: jeden zgodnie z kalendarzem rzymskim 1 stycznia, drugi 1 dnia miesiąca tot, który w roku reformy przypadł na 29 sierpnia i pod tą datą utrwalił się najpierw w Egipcie, a następnie w Bizancjum, gdzie po kilku stuleciach dla wygody przesunięto go na 1 września.

## Rachuba lat
Egipcjanie zasadniczo liczyli lata od roku rozpoczęcia panowania swoich władców. Istotną rolę odbywały też spisy bydła, odbywające się co dwa lata. Często pojawiał się więc zapis: za panowania króla X, w roku 14. spisu bydła. Najdawniejszy ślad oznaczania czasu według er odkryto w papirusie z Tanis z czasów faraona Ramzesa II (XIV-XIII wiek), gdzie podano datę liczoną od początku panowania króla Set Nubti z dynastii Hyksosów (XVIII-XVII wiek). Uczeni ustalili jej punkt wyjściowy na 1722 rok. Nie odegrała ona jednak istotniejszej roli w liczeniu czasu.
O wiele istotniejsza – zarówno dla obliczania czasu, jak i dla astronomii – była era Nabonassara liczona od rozpoczęcia panowania przez babilońskiego króla Nabonassara (748 rok przed Chr.), przy czym jej początek stanowił Nowy Rok kalendarza egipskiego (1 dzień miesiąca tot). Z uwagi na to, że rok egipski liczył 365 dni, Nowy Rok (1 tot) na początku ery wypadł 26 lutego, a wtedy, gdy posłużył się nią Klaudiusz Ptolemeusz w 160 roku po Chr., zbiegł się z 13 lipca kalendarza juliańskiego. Ptolemeusz użył ery Nabonassara w opracowanym przez siebie Kanonie królów będącym zestawieniem władców babilońskich, asyryjskich, perskich, macedońskich i rzymskich, ważnym dla chronologii. Korzystał też z niej podczas swoich obserwacji. Erą Nabonassara posługiwali się astronomowie przez całe średniowiecze. Nad jej zawiłościami trudził się też Kopernik chcąc skorzystać z obserwacji Ptolemeusza.
Po śmierci Aleksandra Wielkiego (323 rok przed Chr.) weszła w użycie era filipińska, która swoją nazwę wzięła od imienia następcy Aleksandra, jego przyrodniego brata Filipa. Jakkolwiek Aleksander zmarł w czerwcu 323 roku, początek ery filipińskiej przypadł na 1 tot tego roku, to jest na 9 listopada 324 roku. W późniejszym okresie posługiwano się też w Egipcie erą rzymską Augusta, liczoną jednak nie od objęcia przez niego władzy, a od upadku królowej Kleopatry. Początkiem tej ery był 1 tot 30 roku przed Chr.
Kalendarz egipski do dziś jest stosowany w Kościele koptyjskim (w Etiopii). Oparty na nim jest również kalendarz armeński, który stosowany był w astronomii do czasów Kopernika (prowadził w nim swój dziennik obserwacji).

## Ustalenie dat władania według współczesnego kalendarza
Przez różnice w liczeniu czasu dokładne ustalenie dat według dzisiejszego systemu stanowi dość duży problem. Obecnie badacze ustalają daty korzystając z zapisków podających dokładną datę panowania danego króla, kiedy zaobserwowano heliakalny wschód Syriusza. Mając świadomość, na jakie lata przypadała zbieżność egipskiego kalendarza z astronomicznym i w jakim tempie się rozmijały (ok. 5 godzin i 48 minut na rok), można dość dokładnie ustalić daty, jednak w dalszym ciągu różnica między prawdziwymi zdarzeniami może wynosić od kilku do kilkudziesięciu lat. Kalendarz egipski zaczął synchronizować się, dopiero gdy kraj zaczął wchodzić w interakcje z krajami Bliskiego Wschodu, dzięki czemu, porównując obydwa kalendarze, jesteśmy w stanie ustalić daty z większą precyzją. O dokładniejszym rocznym datowaniu możemy mówić od 664 r. p.n.e.